# Báthori András (tárnokmester)
Ecsedi Báthori (IV.) András (? – 1534) tárnokmester (1527–1534), szatmári és szabolcsi főispán, a mohácsi csatában a nyírségi csapatok parancsnoka.

## Élete
Az ősrégi tekintélyes nemesi származású ecsedi Báthori-család sarja. Apja, ecsedi Báthori András (?–†1495), anyja, bélteki Drágfi Julianna (†1500 után) volt. Apai nagyszülei várnai csatában 1444-ben elesett ecsedi Báthori István országbíró, és a harmadik felesége, Buthkai Borbála voltak.
1511 februárjától 1519. április 5-ig a szabolcsi ispán tisztét viselte, amikor a király elvette tőle és Várdai Mihálynak adta, aki vagy nem foglalta el azt, vagy csak nagyon rövid ideig töltötte be, mert a tisztséget 1520. október 22-én már somlyói Báthory István viselte.  Báthori András volt egyedül a somogyi ispán 1522-ben, majd 1523–24-ben somlyói Báthory Istvánnal közösen. 
Mohács után részt vállalt a Szapolyai-kormányzatban, mint tárnokmester, János királytól birtokadományban is részesült, de később Ferdinánd királlyal Szapolyai János birtokaiból adományoztatott magának testvéreivel, István nádorral és György főlovászmesterrel együtt. 